# Humanøkologi
Humanøkologi er et forskningsområde, der beskæftiger sig med forholdet mellem mennesker og deres naturlige, sociale og kunstigt skabte miljøer. Humanøkologien undersøger, hvordan mennesker og menneskelige samfund samvirker med naturen og med deres sociale miljø.
Humanøkologi er delvis en underafdeling af antropologi, psykologi, sociologi og økologi, men der er stor forskel mellem enkelte landes og forskningstraditioners holdning til det at indordne eller udelukke humanøkologien i forhold til den almene sociologi. Miljøsociologi er et sociologisk felt, der inddrager forholdet mellem mennesker og naturen eller det naturlige miljø, men det har rod i sociologiens metodologiske og teoretiske forskrifter. Somme tider ses humanøkologien som en del af miljøsociologien, og andre gange betragtes den som noget helt andet. Gensidig indflydelse kan også findes mellem humanøkologi og politisk økologi.

## Humanøkologi i USA
Humanøkologiens virkefelt blev udviklet af en gruppe sociologer (Chicago-skolen) i USA efter geografen J. Paul Goodes forarbejder i begyndelsen af det 20. århundrede. Gruppen bestod af Robert E. Park, Ernest W. Burgess og Robert D. McKenzie, og dens arbejde blev videreudviklet af Howard W. Odum og den indiske sociolog, Radhakamal Mukerjee. I 1950'erne hørte man meget lidt til humanøkologiske undersøgelser inden for sociologien (med undtagelse af Amos Hawley), men i løbet af 1970'erne blev humanøkologiske temaer inden for sociologien igen behandlet af folk som William R. Catton og Riley E. Dunlap. Catton og Dunlaps kerneidé var, at de ville bevæge sig væk fra det paradigme for humanøkologien, som Emile Durkheim havde opstillet, og som gik ud på, at man kun skulle forklare sociale kendsgerninger ud fra sociale kendsgerninger. I stedet ville de tilføre sociologien fysiske og biologiske faktorer som påvirkninger, der var uafhængige af socialstruktur og andre sociale forhold.
Dette paradigmeskifte kan beskrives som et skift væk fra den klassisk-sociologiske human exemptionalism paradigm (HEP) og hen mod en new ecological paradigm eller new environmental paradigm (NEP). Dermed menes, at menneskearten ikke længere bliver betragtet som en undtagelsesart, der kan skabe kultur og dermed er i stand til at tilpasse sig på måder, som ligger uden for den genetiske evolutions muligheder. Dermed skulle arten være mere påvirket af sociale end af biologiske betingelser. I stedet betragter humanøkologien mennesker som én blandt mange arter, der samvirker med de begrænsede, naturlige omgivelser.
Mange kritikere så en konflikt mellem dette nye paradigma og den klasssisk-sociologiske tilgang, for de frygtede, at samfund og kultur dermed blev nedvurderet. Det blev betragtet som en provokation af mange sociologer, men i dag er det fastslået som en selvfølgelighed, der også har sat sig igennem inden for andre videnskabsgrebe (.f.eks. i form af aktør-netværk-teorien i videnskabssociologien).

## Et naturvidenskabeligt grundsyn
Også i Europa bliver humanøkologien ofte tolket ud fra naturvidenskabelige synsvinkler som en modvægt mod en sociologiske fortolkning. Dette bygger bl.a. på indflydelsen fra Eugene P. Odum, der også udtrykkeligt inddrog menneskers betydning i en af de første omfattende lærebøger i økologi (Fundamentals of Ecology, 1959). Ganske vist får menneskearten en speciel rolle for økosystemet på grund af sit store antal og sine særlige muligheder, men både information, energi og stof passerer gennem de menneskelige samfund på ganske samme måde som gennem populationer af andre arter. På den måde er en naturvidenskanbelig synsvinkelt berettiget.

## Citater om humanøkologi
| „ | Humanøkologi er en tværfaglig, anvendt videnskab, som bruger en holistisk tilgang for at hjælpe mennesker med at løse problemer og for at forbedre menneskers muligheder i deres nærmiljø - deres klædedragt, familie, hjem og samfund. Humanøkologer fremmer velfærden for enkeltpersoner, familier og samfund gennem uddannelse, forebyggelse og styrkelse. | “ |
|   | — |   |

| „ | Humanøkologi udforsker ikke blot menneskers påvirkning af deres miljø, men også miljøets påvirkning af menneskelig adfærd og folks tilpasningsstrategier, når de har forstået disse påvirkninger bedre. [...] For os er humanøkologi en metode lige så vel som et forskningsfelt. Det er en måde at tænke om verden på og en sammenhæng, hvor vi definerer vore spørgsmål og finder måder at besvare disse spørgsmål på [...] | “ |
|   | — |   |

## Eksterne links
- Human Ecology Review, the journal of SHE
- Human Ecology : An Interdisciplinary Journal
- Human Ecology Review ISSN 1074-4827
- Society for Human Ecology (SHE)
- Long link list at SHE Arkiveret 17. januar 2008 hos  Wayback Machine
- "What is Human Ecology?" at University of Oxford Arkiveret 10. oktober 2008 hos  Wayback Machine